# Adunați (gmina)
Adunați – gmina w Rumunii, w okręgu Prahova. Obejmuje miejscowości Adunați, Ocina de Jos i Ocina de Sus. W 2011 roku liczyła 2104 mieszkańców.